# Pädagogische Hochschule Kyōto

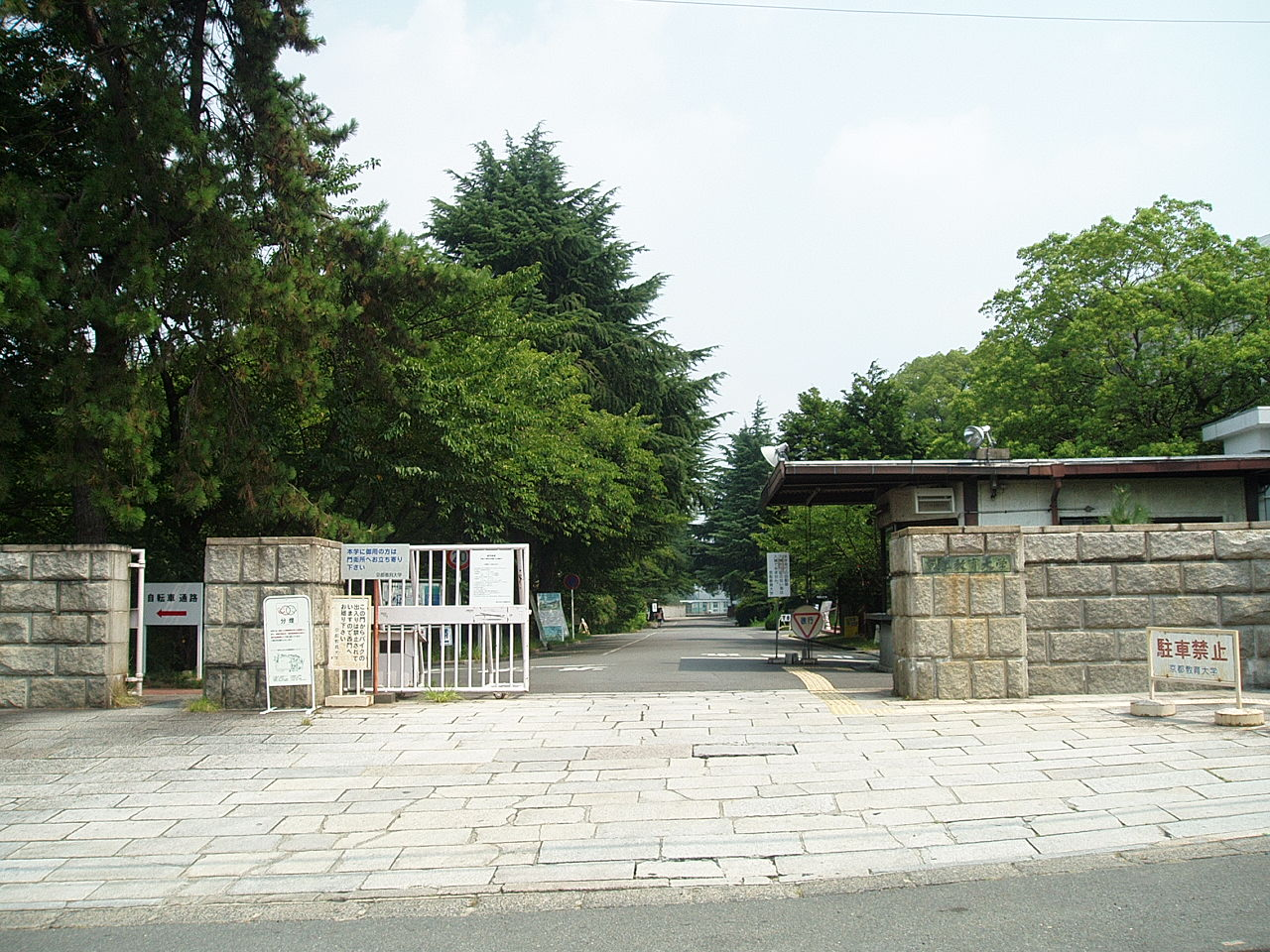
Haupttor

Die Pädagogische Hochschule Kyōto (jap. 京都教育大学, Kyōto kyōiku daigaku; engl. Kyoto University of Education, kurz: Kyōkyō (京教) oder Kyōkyōdai (京教大)) ist eine staatliche pädagogische Hochschule in Japan. Sie liegt in Fukakusa-Fujinomorichō, Fushimi-ku, Kyōto.

## Geschichte
Die Pädagogische Hochschule Kyōto wurde 1949 durch den Zusammenschluss von zwei staatlichen Normalschulen gegründet. Dies waren:
- die Normalschule Kyōto (京都師範学校, Kyōto shihan gakkō) und
- die Jugend-Normalschule Kyōto (京都青年師範学校, Kyōto seinen shihan gakkō, in Kyōtamba).

### Normalschule Kyōto
Die Normalschule Kyōto wurde 1876 als Präfekturale Normalschule Kyōto (京都府師範学校, Kyōto-fu shihan gakkō) gegründet. Die Schule befand sich zuerst in der Nähe des ehemaligen Kaiserpalastes. Sie veränderte einige Mal ihren Sitz und zog 1899 nach Murasakino (紫野, dt. wörtlich „Purpurfeld“, 35° 2′ 23,5″ N, 135° 45′ 15,4″ O). Dort gründeten die Absolventen 1922 den Fußballverein Kyōto Shikō Club (京都紫郊クラブ), der sich später zum Kyōto Sanga entwickelte.
1908 wurde die Frauenabteilung zur Präfekturalen Frauen-Normalschule Kyōto. Ab 1910 befand sie sich in Momoyama, Fushimi-ku.
1943 wurden die zwei präfekturalen Normalschulen zu einer staatlichen pädagogischen Fachhochschule erhoben, die Normalschule Kyōto hieß. In den ehemaligen Campus Murasakino und Momoyama liegen heute die angegliederten Grund- und Mittelschulen der Pädagogischen Hochschule Kyōto.

### Jugend-Normalschule Kyōto
Gegründet wurde die Jugend-Normalschule Kyōto 1926 als präfekturale Ausbildungsanstalt der Lehrer an den beruflichen Ergänzungsschulen. Im Jahr 1935, als der neue Schultyp Seinen Gakkō (青年学校, dt. „Jugendschule“) geschaffen wurde, wurde sie eine Ausbildungsanstalt für Lehrer an den Jugendschulen.
1944 wurde daraus die staatlichen Jugend-Normalschule Kyōto. Die Normalschule lag zuerst am gleichen Standort wie die Normalschule Kyōto (Murasakino) und zog 1945 nach Takahara (heute: Kyōtamba) um. Im ehemaligen Campus in Kyōtamba liegt heute der angegliederte Bauernhof (Kuhweide) der Universität Kyōto (35° 10′ 39,6″ N, 135° 25′ 12,5″ O).

### Pädagogische Hochschule Kyōto
Die Pädagogische Hochschule wurde 1949 als Hochschule für Liberal Arts Kyōto (京都学芸大学, Kyōto gakugei daigaku) eröffnet. Sie hatte zuerst drei Standorte in Murasakino, Momoyama und Takahara (Kyōtamba). 1957 wurde der heutige Fujimori-Campus eröffnet, und die Abteilungen zogen in den neuen Campus um. 1966 wurde die Hochschule in Pädagogische Hochschule Kyōto umbenannt. 1990 gründete sie die Graduate School (Masterstudiengänge).

## Fakultäten
- Fakultät für Pädagogik